# 공진중학교
공진중학교(孔津中學校)는 서울특별시 강서구 양천로55길 56에 있었던 공립 중학교였다.

## 학교 연혁
- 1993년 1월 27일 : 공진중학교(공립) 설립 인가
- 1993년 2월 11일 : 10학급 배정
- 1993년 3월 1일 : 초대 허판례 교장 취임
- 1993년 3월 5일 : 제1회 입학식 (10학급)
- 1996년 2월 13일 : 제1회 졸업식 (567명)
- 2015년 3월 1일 : 제8대 박용수 교장 취임
- 2018년 2월 6일 : 제23회 졸업식 (5,189명)
- 2018년 3월 2일 : 제26회 입학식 (3학급)
- 2020년 3월 1일 : 학생수 감소로 27년만에 폐교[2]